# Scappa dalla stanza
Lo scappa dalla stanza, detto anche fuga dalla stanza o gioco di fuga (in inglese escape the room), è un genere di videogiochi online (solitamente creati con Adobe Flash) che utilizzano un sistema "punta e clicca", ovvero si utilizza il solo mouse come sistema di controllo. In questi titoli, solitamente dotati di visuale in prima persona (ovvero dagli occhi del protagonista), si è rinchiusi in una stanza (come una cella di un carcere, o all'interno di una casa) e si deve cercare di uscire, trovando oggetti nascosti. Per trovarli occorre interagire con l'ambiente, cercando nei vari punti della stanza; gli oggetti, che vengono posizionati in un inventario, possono in genere essere combinati fra loro perché diventino utili al prosieguo del gioco, ovvero al ritrovamento di una chiave o di qualunque cosa che permetta di uscire.
Uno dei primi esempi riconosciuti del genere è MOTAS (Mystery Of Time And Space), creato nel 2001; tuttavia la maggior parte dei seguenti titoli che fanno parte della categoria sono limitati ad una sola locazione, mentre in MOTAS ne sono presenti diverse.
Ai videogiochi di questo genere si ispirano i giochi dal vivo delle escape room.